# Berzosa de Bureba
Berzosa de Bureba è un comune spagnolo di 30 abitanti situato nella comunità autonoma di Castiglia e León.